# Liste der Kulturdenkmäler in Wetter (Hessen)
Die folgende Liste enthält Kulturdenkmäler auf dem Gebiet der Stadt Wetter (Hessen) im Landkreis Marburg-Biedenkopf, Hessen.
| Bild                                    | Bezeichnung                                     | Lage             | Beschreibung | Bauzeit | Daten |
| --------------------------------------- | ----------------------------------------------- | ---------------- | --- | ------- | ----- |
| Evangelische Kirche Amönau              | Evangelische Kirche Amönau                      | Amönau Lage      | Wehrhafter Westturm um 12. Jahrhundert mit Walmdach und vier Wichhäuschen und frühgotischem Chor, romanisches Schiff, erhaltenes Lanzettsfenster |         |       |
| Direkt Bild zu diesem Denkmal hochladen | Furresch Hof                                    | Amönau           | Frühbarocker Vierseithof mit dreizonigem Ernhaus (1686) sowie Stall- und Scheunengebäuden (18. und 19. Jahrhundert)                              |         |       |
| weitere Bilder                          | Schloss Amönau                                  | Amönau Lage      | Schloss Amönau |         |       |
| Direkt Bild zu diesem Denkmal hochladen | Einige Fachwerkgehöfte                          | Amönau           | Vor allem Am Bach 9, 11 |         |       |
| weitere Bilder                          | Ehemalige Gerichtsstätte                        | Amönau           | Östlich vor dem Dorf auf einer Anhöhe mit einer alten Linde in der Mitte                                                                         |         |       |
| Mellnau(Gesamtanlage)                   | Mellnau (Gesamtanlage)                          | Mellnau          | Mellnau |         |       |
| Direkt Bild zu diesem Denkmal hochladen | Evangelische Kirche Mellnau                     | Mellnau          | Evangelische Kirche Mellnau |         |       |
| weitere Bilder                          | Burgruine Mellnau                               | Mellnau Lage     | Burg Mellnau |         |       |
| weitere Bilder                          | Evangelische Kirche Oberrosphe                  | Oberrosphe Lage  | Evangelische Kirche Oberrosphe |         |       |
| Direkt Bild zu diesem Denkmal hochladen | Historischer Ortskern (Gesamtanlage)            | Todenhausen      | Ortskern Todenhausen |         |       |
| weitere Bilder                          | Evangelische Kirche Todenhausen                 | Todenhausen      | Evangelische Kirche Todenhausen |         |       |
| Ehemalige Volksschule Todenhausen       | Ehemalige Volksschule Todenhausen               | Todenhausen      | Ehemalige Volksschule Todenhausen |         |       |
| weitere Bilder                          | Evangelische Kirche Treisbach (ehem. St. Georg) | Treisbach        | Evangelische Kirche Treisbach |         |       |
| Ehemalige Burg Hollende                 | Ehemalige Burg Hollende                         | Treisbach Lage   | Ehemalige Burg Hollende |         |       |
| Direkt Bild zu diesem Denkmal hochladen | Fachwerkwohnhaus                                | Treisbach        | Zweigeschossiges Fachwerkhaus (vermutlich erste Hälfte des 19. Jahrhunderts), Teil einer ehemaligen Hofreite                                     |         |       |
| weitere Bilder                          | Evangelische Kirche Unterrosphe                 | Unterrosphe Lage | Evangelische Kirche Unterrosphe |         |       |
| weitere Bilder                          | Evangelische Kirche Warzenbach                  | Warzenbach       | Evangelische Kirche Warzenbach |         |       |
| Stadtensemble Wetter(Gesamtanlage)      | Stadtensemble Wetter (Gesamtanlage)             | Wetter           | Historischer Ortskern |         |       |
| weitere Bilder                          | Evangelische Stiftskirche St. Maria             | Wetter Lage      | Evangelische Stiftskirche St. Maria |         |       |
| Ehemalige Synagoge Wetter               | Ehemalige Synagoge Wetter                       | Wetter           | Ehemalige Synagoge Wetter |         |       |
| Direkt Bild zu diesem Denkmal hochladen | Stadtmauer                                      | Wetter           | Stadtmauer |         |       |
| Rathaus                                 | Rathaus                                         | Wetter           | Rathaus |         |       |
| Direkt Bild zu diesem Denkmal hochladen | Ehemalige Klosterbergschule                     | Wetter           | Ehemalige Klosterbergschule |         |       |
| Zahlreiche Fachwerkhäuser               | Zahlreiche Fachwerkhäuser                       | Wetter           | Fachwerkhäuser des 16.–18. Jahrhunderts – bspw. Krämergasse 10, Markt 7, 9                                                                       |         |       |

Diese Liste enthält Denkmäler aus der vorhandenen einschlägigen Literatur. Diese wird im Abschnitt Einzelnachweise referenziert. Die Denkmaleigenschaft – und damit der gesetzliche Schutz – wird in §2 des Hessischen Denkmalschutzgesetzes (HDSchG) definiert und hängt nicht von der Eintragung in eine Denkmalliste ab. Auch Objekte, die nicht in der Denkmalliste verzeichnet sind, können Denkmäler sein. Eine verbindliche Auskunft erteilt das Hessische Landesamt für Denkmalpflege.